# Solfuro di molibdeno
Il solfuro di molibdeno (o molibdenite, bisolfuro di molibdeno, disolfuro di molibdeno) è un composto chimico di formula MoS2. È un minerale di forma esagonale, colore grigio e lucentezza metallica, al tatto tanto morbido e oleoso da essere utilizzato anche come lubrificante solido. È il principale minerale usato per l'estrazione del molibdeno.

## Produzione

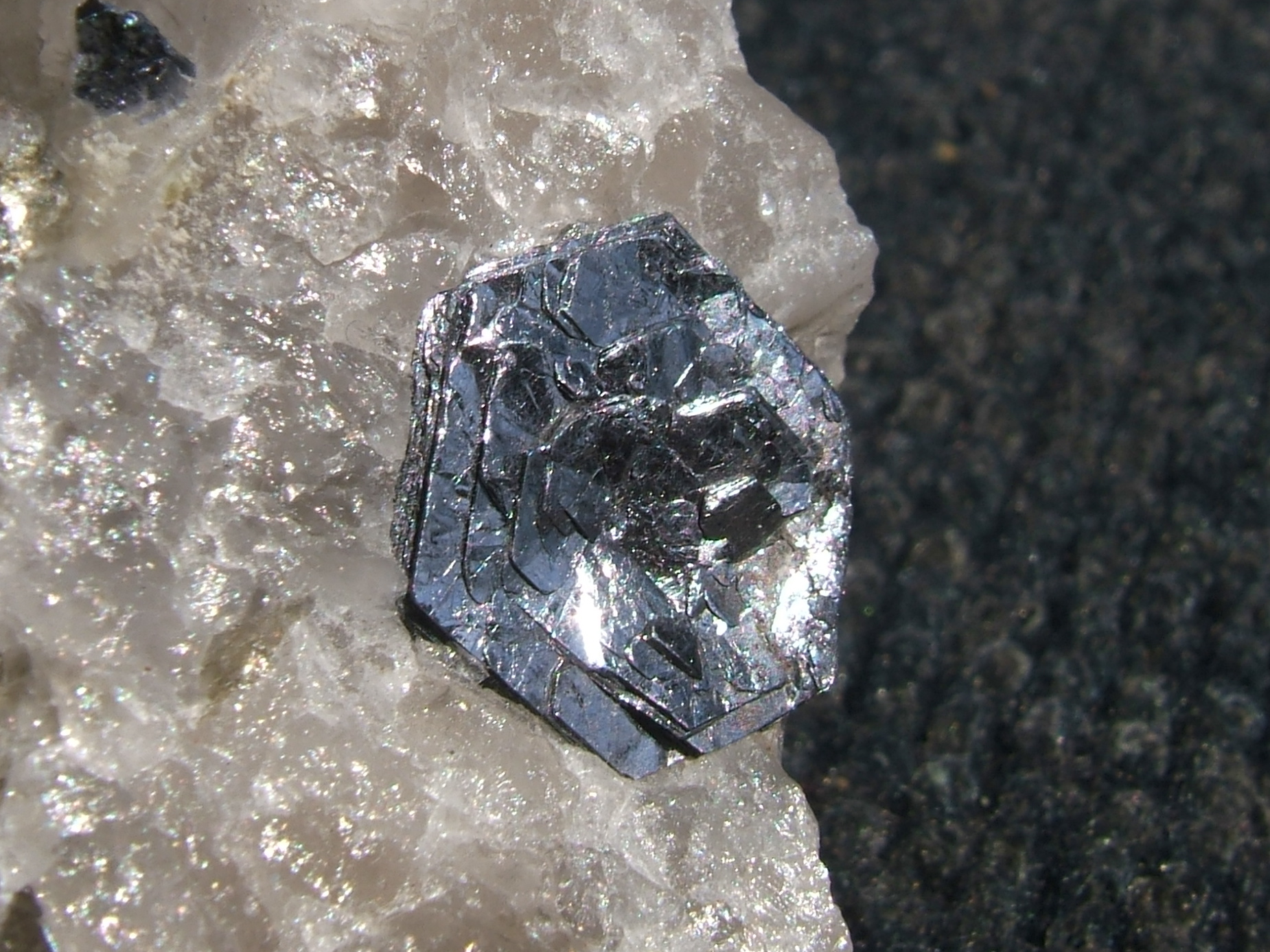
Molibdenite

La molibdenite viene sottoposta a flottazione con schiuma per ottenere MoS2 relativamente pura, ma che tuttavia contiene ancora impurezze, principalmente costituite da carbonio. Il composto può anche essere ottenuto facendo reagire acido solfidrico con pressoché tutti i composti del molibdeno. La forma amorfa del minerale può essere rinvenuta in natura con la più rara jordisite.
La molibdenite è comunque il minerale più usato per l'estrazione del molibdeno metallico.

## Struttura e proprietà fisiche
All'interno dei cristalli di questo composto, formata da prismi trigonali, ogni atomo di molibdeno ne coordina sei di zolfo, secondo una struttura a prisma equilatero. Ogni atomo di zolfo è dunque legato a tre atomi di molibdeno. In questo modo, i prismi triangolari sono interconnessi tra loro a formare una struttura a strati, in cui ogni strato di molibdeno ha sopra e sotto di sé uno strato di atomi di zolfo. A causa delle deboli interazioni di van der Waals, il composto ha un basso coefficiente di attrito. Vi sono anche altre sostanze ad avere proprietà lubrificanti per via della loro struttura a strati, tra cui la grafite e il nitruro di boro, a struttura esagonale.

## Reazioni chimiche
Il disolfuro di molibdeno è stabile all'aria(esiste infatti sotto forma di minerale ed è piuttosto comune) e non reagisce con l'ossigeno, se non dopo essere stato riscaldato. La reazione forma triossido di molibdeno:
{\displaystyle {\ce {2MoS2 + 9O2 -> 2 MoO3 + 4 SO3}}}
Anche il cloro intacca il disolfuro di molibdeno a temperature elevate. Si forma pentacloruro di molibdeno:
{\displaystyle {\ce {2 MoS2 + 7Cl2 -> 2MoCl5 + 2S2Cl2}}}
Può inoltre reagire in condizioni controllate con il litio, con il quale forma i composti di intercalazione LixMoS2.
Nella reazione con  n-butillitio,il prodotto è invece LiMoS2.

## Applicazioni

### Lubrificante
Il composto, dopo essere stato finemente suddiviso in particelle di dimensioni comprese tra 1 µm e 100 µm, viene usato comunemente come lubrificante solido. Esistono poche alternative che possano garantire una buona stabilità e un basso attrito fino a 350 °C in ambienti ossidanti. Il valore del coefficiente di attrito radente del composto, misurato con un tribometro pin-on-disc con bassi carichi(0,1–2 N), è inferiore a 0,1.
In virtù di ciò, il disolfuro di molibdeno è spesso usato come componente di miscele e materiali compositi dove sia richiesto un attrito ridotto. Il fatto di essere un lubrificante solido consente il suo utilizzo anche laddove lubrificanti a base di olio o grasso sarebbero inadatti. Ciò consente il suo utilizzo in applicazioni critiche, come nei motori dei velivoli. Aggiunto alle plastiche, MoS2 forma un composito con basso attrito e più resistenza. È stato unito a diversi polimeri, tra cui il nylon(con il nome commerciale di Nylatron), il Teflon, e il Vespel. Sono stati inoltre sviluppati dei rivestimenti autolubrificanti per le alte temperature, formati da disolfuro di molibdeno e nitruro di titanio, realizzati con l'utilizzo della deposizione chimica da vapore.
Tra le applicazioni dei lubrificanti basati su MoS2 si annoverano la lubrificazione nei motori a due tempi, nei giunti omocinetici e nei giunti di Cardano, oltre che nella sciolina e in alcuni proiettili.

### Petrolchimica
Il disolfuro di molibdeno viene impiegato come catalizzatore per la desolforazione nelle raffinerie di petrolio. La sua efficacia viene aumentata tramite il drogaggio con piccole quantità di cobalto o nickel.

### Elettronica
È possibile produrre dei fogli di MoS2 tramite la deposizione chimica da vapore. A differenza del grafene, il disolfuro di molibdeno ha una banda proibita, essenziale per la produzione dei transistor. È stato descritto un transistor commutabile basato su un singolo strato di MoS2.